# Brigadas Izz ad-Din al-Qassam
As Brigadas Izz ad-Din al-Qassam (árabe: كتائب الشهيد عز الدين القسام , lit.  'Batalhões do mártir Izz ad-Din al-Qassam'; também escrito Brigadas Izzedine ou Ezzedeen Al-Qassam; muitas vezes abreviado para Brigadas Al-Qassam, IQB ou EQB), em homenagem a Izz ad-Din al-Qassam, é o braço armado da organização política palestina Hamas. Atualmente liderado por Izz al-Din al-Haddad e o Conselho Sênior do Hamas, o IQB é o maior e mais bem equipado grupo que opera atualmente em Gaza.
Criado em meados de 1991, estava na época preocupado em bloquear as negociações dos Acordos de Oslo. De 1994 a 2000, as Brigadas Al-Qassam assumiram a responsabilidade pela realização de uma série de ataques contra israelenses.
No início da Segunda Intifada, o grupo tornou-se um alvo central de Israel. A força do grupo e a sua capacidade de realizar ataques complexos e letais surpreenderam muitos observadores. As Brigadas Al-Qassam operavam diversas células na Cisjordânia , mas a maioria delas foi destruída em 2004, após numerosas operações das Forças de Defesa de Israel (IDF) na região. Em contraste, o Hamas manteve uma presença forte na Faixa de Gaza, geralmente considerada seu reduto. Yahya Sinwar, líder político do Hamas na Faixa de Gaza desde fevereiro de 2017, é líder militar nas Brigadas em Gaza.
As Brigadas Al-Qassam são explicitamente listadas como organização terrorista pela União Europeia, Austrália, Nova Zelândia, Egito e Reino Unido. Embora não mencionem explicitamente o IQB, os Estados Unidos e o Canadá designaram sua entidade-mãe, o Hamas, como uma organização terrorista; O líder da brigada Mohammed Deif também foi classificado como Terrorista Global Especialmente Designado pelos EUA sob Executive Order 13224. À medida que as Brigadas realizam atividades militares em nome do Hamas, "as atividades terroristas organizadas associadas ao Hamas podem ser atribuídas com segurança às Brigadas".

## Visão geral

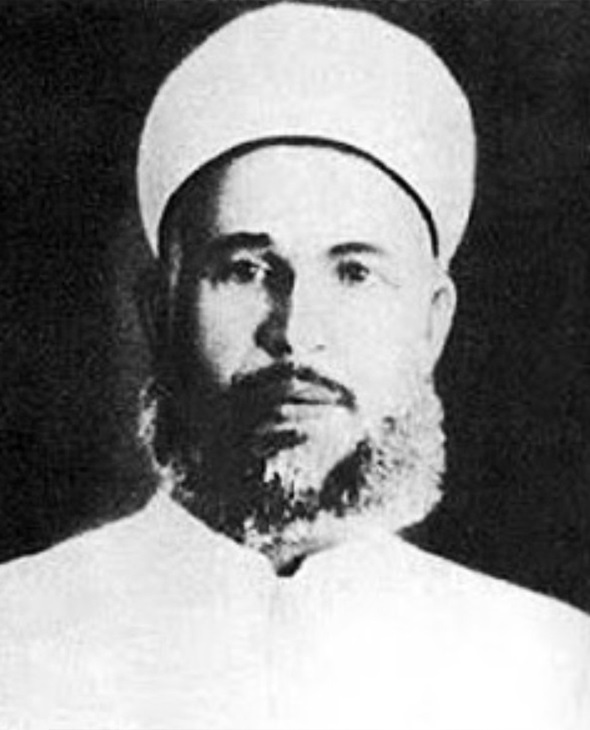
Izz ad-Din al-Qassam

As Brigadas Izz ad-Din al-Qassam são o braço militar da organização palestiniana Hamas, que opera na Faixa de Gaza. Atualmente é liderado por Mohammed Deif e seu vice, Marwan Issa.
As Brigadas Al-Qassam têm o nome de Izz ad-Din al-Qassam, um pregador muçulmano e mujahid na Palestina Mandatária. Em 1930, al-Qassam organizou e estabeleceu a Mão Negra, uma organização militante que se opunha ao sionismo e ao domínio britânico e francês no Levante.
Segundo as Brigadas Al-Qassam, os seus objetivos são contribuir no esforço de libertação da Palestina e restauração dos direitos do povo palestino sob os sagrados ensinamentos islâmicos do Alcorão Sagrado, a Sunnah (tradições) do Profeta Muhammad (que a paz e as bênçãos de Allah estejam com ele) e as tradições dos governantes muçulmanos e estudiosos conhecidos por sua piedade e dedicação.
Em resumo, as Brigadas procuram estabelecer um estado islâmico da Palestina, compreendendo Gaza, a Cisjordânia e Israel — acabando com Israel como entidade política no processo.

## Organização e estrutura
As Brigadas Izz al-Din al-Qassam são parte integrante do Hamas. Embora estejam subordinados aos objectivos políticos gerais e aos objectivos ideológicos do Hamas, têm um nível significativo de independência na tomada de decisões. Em 1997, os cientistas políticos Ilana Kass e Bard O'Neill descreveram a relação do Hamas com as Brigadas como uma reminiscência da relação do Sinn Féin com o braço militar do Exército Republicano Irlandês e citaram um alto funcionário do Hamas: "As Brigadas Izz al-Din al-Qassam é um braço militar armado separado, que tem os seus próprios líderes que não recebem as suas ordens [do Hamas] e não nos informam dos seus planos com antecedência." Levando a analogia do IRA mais longe, Kass e O'Neill afirmaram que a separação das alas política e militar protegia os líderes políticos do Hamas da responsabilidade pelo terrorismo, enquanto a negação plausível que isso proporcionava tornava o Hamas um representante elegível para negociações de paz, como tinha acontecido com Gerry Adams do Sinn Féin.
As identidades e posições dos combatentes no grupo muitas vezes permanecem secretas até à sua morte; mesmo quando lutam contra as incursões israelenses, todos os militantes usam um característico capuz preto no qual está presa a faixa verde do grupo. As Brigadas operam num modelo de células independentes e mesmo os membros de alto escalão muitas vezes desconhecem as atividades de outras células. Isso permite que o grupo se regenere de forma consistente após a morte dos membros. Durante a Intifada de Al-Aqsa, os líderes do grupo foram alvo de numerosos ataques aéreos que mataram muitos membros, incluindo Salah Shahade e Adnan al-Ghoul. O atual líder das Brigadas, Mohammed Deif, continua foragido e teria sobrevivido a pelo menos cinco tentativas de assassinato.

## História

### Antecedentes
Em 1984, o Xeque Ahmed Yassin, Ibrahim al-Makhadmeh, o Xeque Salah Shehada, e outros começaram a preparar-se para o estabelecimento de uma organização armada para resistir ao controle israelense, com foco na aquisição de armas para futuras atividades de resistência. Membros do grupo foram, no entanto, presos e as armas confiscadas.
Em 1986, Shehada formou uma rede de células de resistência, chamadas al-Mujahidun al-Filastiniun ('combatentes palestinos'), que tinham como alvo as tropas e "traidores" israelenses. Esta rede funcionou até 1989, sendo a sua operação mais famosa o sequestro e assassinato de dois soldados israelenses: Avi Sasportas e Ilan Saadon.
O Hamas foi oficialmente estabelecido logo depois, em 14 de dezembro de 1987, formando outras redes semelhantes como a al-Mujahidun al-Filastiniun, como as Brigadas Abdullah Azzam. Em meados de 1991, durante a Primeira Intifada Palestina (1987-1994), as Brigadas Izz ad-Din al-Qassam foram criadas para fornecer ao Hamas capacidade paramilitar, tornando- se posteriormente conhecidas como o ramo armado do Hamas.

### Operações e atividades contemporâneas
A comunidade internacional, e mais especificamente as Nações Unidas, considera a prática dos combatentes de guerra de transformar civis em escudos humanos como uma violação dos padrões de guerra da Convenção de Genebra, e considera ataques indiscriminados (por exemplo, por foguetes ou homens-bomba) contra populações civis como ilegais sob o direito internacional.
A transição do IQB para uma organização militante reconhecida começou durante o estabelecimento dos Acordos de Oslo para ajudar os esforços do Hamas no seu bloqueio. Em 2003 e 2004, as Brigadas em Gaza resistiram às incursões das Forças de Defesa de Israel (IDF), incluindo o cerco de Jabalya em Outubro de 2004. No entanto, estas batalhas tiveram um grande impacto nas fileiras do IQB, que sofreram pesadas perdas. O grupo, porém, continuou ganhando força e manteve-se capaz de realizar ataques nos anos seguintes. As Brigadas podem contar com um grande grupo de pessoas dispostas a se juntar a elas, contrabandear suprimentos e fornecer aos combatentes armas caseiras, como o al-Bana, o Batar, o Yasin e o foguete Qassam.
Também em 2005, o presidente Mahmoud Abbas assumiu o controle direto das forças de segurança da AP, que eram leais ao movimento Fatah do presidente, e o governo do Hamas formou uma força policial paramilitar separada de 3.000 homens na Faixa de Gaza, chamada Força Executiva, que era composta por membros das Brigadas Al-Qassam.
Em junho e julho de 2006, as Brigadas Al-Qassam estiveram envolvidas na operação que levou à captura do soldado israelense Gilad Shalit, e nos subsequentes combates pesados na Faixa de Gaza após a Operação Chuvas de Verão, lançada pelas FDI. Foi a primeira vez em mais de 18 meses que as brigadas estiveram activamente envolvidas na luta contra os soldados israelitas. Em maio de 2007, as brigadas reconheceram que perderam 192 caças durante a operação.
Em Janeiro de 2007, Abbas proibiu a Força Executiva e ordenou que os seus então 6.000 membros fossem incorporados nas forças de segurança da AP sob o seu comando. A ordem foi resistida pelo governo do Hamas, que, em vez disso, anunciou planos para duplicar o tamanho da força para 12.000 homens. As Brigadas Al-Qassam e a Força Executiva participaram na tomada de Gaza pelo Hamas em Junho de 2007.
Em Junho de 2008, o Egito intermediou um cessar-fogo, que durou até 4 de Novembro, quando as forças israelitas entraram em Gaza e mataram seis combatentes do Hamas; isto resultou num aumento dos ataques com foguetes contra Israel, passando de dois em setembro e outubro para 190 em novembro. Ambos os lados alegaram que o outro havia quebrado a trégua.

## Força armada
Desde a sua criação em Dezembro de 1987, a capacidade militar das Brigadas aumentou acentuadamente, desde espingardas a foguetes Qassam e muito mais.
As Brigadas possuem um estoque substancial de armas automáticas leves e granadas, foguetes improvisados, morteiros, bombas, cintos suicidas e explosivos. O grupo participa em treino de estilo militar, incluindo treino que tem lugar na própria Gaza numa série de armas concebidas para infligir baixas significativas a alvos civis e militares.
As Brigadas também têm uma variedade de mísseis guiados antitanque, incluindo os mísseis Kornet-E, Konkurs-M, Bulsae-2 (versão norte-coreana do Fagot), 9K11 Malyutka e MILAN, bem como mísseis antiaéreos lançados pelo ombro (MANPADS), como os mísseis SA-7B, SA-18 Igla, e acredita-se que vários SA-24 Igla-S tenham sido recebidos da Líbia.
Embora o número de membros seja conhecido apenas pela liderança das Brigadas, em 2011 Israel estimou que as Brigadas têm um quadro de várias centenas de membros que recebem treino de estilo militar, incluindo treino no Irã e na Síria. Além disso, as Brigadas têm cerca de 30.000 agentes "de vários graus de habilidade e profissionalismo" que são membros das forças de segurança interna, do Hamas e dos seus apoiantes. Pode-se esperar que estes operacionais reforcem as Brigadas numa “situação de emergência”. Outras fontes estimam sua força em 30.000-50.000.
De acordo com uma declaração do diretor da CIA, George Tenet, em 2000, possivelmente referindo-se às Brigadas, o Hamas buscou a capacidade de conduzir ataques com produtos químicos tóxicos. Houve relatos de agentes do Hamas planejando e preparando ataques incorporando produtos químicos. Num caso, pregos e parafusos colocados em explosivos detonados por um homem-bomba do Hamas num ataque de Dezembro de 2001 na rua Ben-Yehuda, em Jerusalém, foram embebidos em veneno de rato. Em 2014, eles lançaram a primeira aeronave de reconhecimento palestino (UAV), chamada Ababeel1.